# 蒙特拉姆朗
蒙特拉姆朗（法語：Mont-Tramelan，法語發音：[mɔ̃ tʁamlɑ̃]）是瑞士伯尔尼州伯尔尼汝拉区的市镇。该市镇面积为4.64平方千米，海拔高度1060米，截至2018年12月31日总人口为122人。